# Majcichov
Majcichov este o comună slovacă, aflată în districtul Trnava din regiunea Trnava. Localitatea se află la altitudinea de 136 m deasupra n.m., se întinde pe o suprafață de 18,2 km2 și în 2017 număra 2.001 locuitori.

## Istoric
Localitatea Majcichov este atestată documentar din 1266.

## Demografie
| An:                | 1994 | 2004   | 2014   | 2024    |
| ------------------ | ---- | ------ | ------ | ------- |
| Număr de persoane: | 1849 | 1857   | 1912   | 2181    |
| Diferență:         |      | +0,43% | +2,96% | +14,06% |

| An:                | 2023 | 2024   |
| ------------------ | ---- | ------ |
| Număr de persoane: | 2179 | 2181   |
| Diferență:         |      | +0,09% |